# Neusticurus tatei
Neusticurus tatei — вид ящірок родини гімнофтальмових (Gymnophthalmidae). Ендемік Венесуели. Вид названий на честь американського зоолога Джорджа Генрі Гамільтона Тейта.

## Поширення і екологія
Neusticurus tatei мешкають у високогір'ях Гвіанського нагір'я в штатах Болівар і Амасонас. Вони живуть у вологих рівнинних і гірських тропічних лісах, на берегах струмків. Зустрічаються на висоті від 400 до 1400 м над рівнеем моря.